# Княжиха (Ромодановський район)
Княжи́ха (рос. Княжиха, ерз. Княжиха) — присілок у складі Ромодановського району Мордовії, Росія. Входить до складу Трофимовщинського сільського поселення.

## Населення
Населення — 2 особи (2010; 7 у 2002).
Національний склад (станом на 2002 рік):
- росіяни — 100 %